# Broken Rage
Broken Rage è un film del 2024 diretto da Takeshi Kitano.
Si presenta per la prima metà come un normale yakuza film, per poi diventarne nella seconda una parodia, ricominciando daccapo e ripetendone le medesime scene in chiave demenziale e slapstick.

## Trama
Un sicario al soldo della yakuza si trova a lavorare come informatore della polizia dopo un incarico finito male. Nella prima parte del film il sicario è freddo e infallibile mentre nella seconda parte è imbranato e incapace. Le scene girate sono le stesse ma con esiti differenti. Le situazioni che il sicario affronta sono l'omicidio su commissione di un giovane capo di una gang in un locale e l'omicidio di un membro della yakuza in una sauna. Ciò che accade nella seconda parte è comico e demenziale anche quando inizia la collaborazione sotto copertura del sicario con la polizia.

## Distribuzione
Il film è stato presentato in anteprima fuori concorso alla 81ª Mostra internazionale d'arte cinematografica di Venezia il 6 settembre 2024.
In Italia il film è stato distribuito direttamente in streaming sulla piattaforma Prime Video a partire dal 13 febbraio 2025.